# Il giorno dopo (film)
Il giorno dopo (Up from the Beach) è un film del 1965 diretto da Robert Parrish.
Co-produzione internazionale, è basato su un romanzo del 1959 di George Barr, Epitaffio per un nemico.

## Trama
In seguito agli sbarchi in Normandia a Omaha Beach, un reparto di americani libera un gruppo di ostaggi francesi ma perde diversi uomini durante un assalto a Vierville-sur-Mer. Inoltre, gli americani catturano un ufficiale Tedesco che ha trattato i Francesi nella sua giurisdizione con gentilezza, ma il loro sergente scopre che nessuno dell'affollata testa di ponte desidera essere disturbato dai prigionieri.

## Produzione
Il film fu girato a Cherbourg con un cast francese. Dato che il dipartimento della Difesa degli Stati Uniti d'America non collaborò con il film, i soldati americani furono interpretati da attori francesi.
Robert Parrish dichiarò che Darryl F. Zanuck fece il film per usare materiale non usato da Il giorno più lungo, e questo film fu distribuito come un sequel. Cliff Robertson dichiarò che gli fu dato il Messerschmitt Bf 108 usato nel film. Robertson dichiarò che Zanuck voleva fare il film per mettere in mostra la sua fidanzata Irina Demick che era apparsa ne Il giorno più lungo. Robertson chiamò il film Up from the Beach. Irina Demick, Red Buttons e Fernand Ledoux apparvero nell'originale Il giorno più lungo.
Oskar Werner fu la prima scelta per l'ufficiale Tedesco in seguito interpretato da Marius Goring. Werner, un veterano della Wehrmacht della Seconda guerra mondiale rifiutò sulla base che nella sua opinione nessun ufficiale tedesco dell'epoca poteva aver tenuto sentimenti così umani come quelli dell'ufficiale interpretato nel film.